# Mar de colores
Mar de colores è il secondo album in studio del cantautore spagnolo Álvaro Soler, pubblicato il 7 settembre 2018 dalla Airforce1 Records e dalla Universal Music Group.

## Tracce

### Edizione standard
1. La cintura – 3:24
2. Histérico – 2:58
3. Te quiero lento – 3:13
4. Ella – 3:32
5. Puebla – 3:10
6. Au au au – 2:50
7. Fuego (feat. Nico Santos) – 2:58
8. Veneno – 3:14
9. Bonita – 2:39
10. No te vayas – 2:44
11. Niño perdido – 3:08

Tracce bonus
1. Yo contigo, tú conmigo (Morat & Álvaro Soler) – 2:59
2. La cintura (feat. Flo Rida & Tini) (Latin Remix) – 3:05
3. Let It All Go (Birdy & Álvaro Soler) – 4:40 – assente nell'edizione digitale
4. Lo mismo (Maître Gims & Álvaro Soler) – 3:22 – assente nell'edizione digitale

### Versión extendida
1. La libertad – 3:12
2. Loca – 3:10
3. La cintura – 3:24
4. Histérico – 2:58
5. Te quiero lento – 3:13
6. Ella – 3:32
7. Puebla – 3:10
8. Au au au – 2:50
9. Fuego (feat. Nico Santos) – 2:58
10. Veneno – 3:14
11. Bonita – 2:39
12. No te vayas – 2:44
13. Niño perdido – 3:08
14. Taro – 2:17
15. Yo contigo, tú conmigo (Morat & Álvaro Soler) – 2:59
16. La cintura (feat. Flo Rida & Tini) (Latin Remix) – 3:05
17. Let It All Go (Birdy & Álvaro Soler) – 4:40
18. Lo mismo (Maître Gims & Álvaro Soler) – 3:22

## Classifiche
| Classifica (2018) | Posizione massima |
| ----------------- | ----------------- |
| Austria           | 8                 |
| Belgio (Fiandre)  | 26                |
| Belgio (Vallonia) | 107               |
| Francia           | 86                |
| Germania          | 8                 |
| Italia            | 10                |
| Paesi Bassi       | 81                |
| Polonia           | 2                 |
| Spagna            | 9                 |
| Svizzera          | 4                 |